# Protalebrella prima
Protalebrella prima är en insektsart som beskrevs av Irena Dworakowska 1994. Protalebrella prima ingår i släktet Protalebrella och familjen dvärgstritar. Inga underarter finns listade i Catalogue of Life.